# Lucia Šoralová
Lucia Šoralová (ur. 9 stycznia 1977 w Bratysławie) – słowacka piosenkarka.
Jeszcze jako uczennica szkoły podstawowej została członkinią Dziecięcego Studia Teatralnego przy Parku Kultury i Wypoczynku (PKO) w Bratysławie. Później działała w zespole teatralnym Ludus. W szkole średniej zapisała się do szkolnego zespołu folklorystycznego Polienko, a później występowała z zespołem Lúčnica. W 1996 roku udała się na przesłuchanie do czeskiej wersji musicalu Vlasy i wyjechała do Pragi, gdzie studiowała śpiew w Konserwatorium im. Jaroslava Ježka.
Stworzyła szereg głównych ról w musicalach. W 2000 roku wystąpiła z piosenką Prší w konkursie Talent 2000.
W 2002 roku wydała swój pierwszy album pt. Zblízka. Album ten przyniósł jej nominację do nagród Aurel.
W 2010 roku została nominowana do nagrody Talii (Cena Thálie) za rolę Joanny d'Arc w nowej inscenizacji musicalu o tym samym tytule.

## Dyskografia
- 2002: Zblízka – Milenium records EAN 8586008340093, CD
- 2005: Púšť – Warner Music